# تایدواتر (اورگن)
تایدواتر (به انگلیسی: Tidewater) یک منطقهٔ مسکونی در ایالات متحده آمریکا است که در شهرستان لینکلن، اورگن واقع شده‌است. تایدواتر ۳۵٫۹۷ متر بالاتر از سطح دریا واقع شده‌است.